# Adam av Bremen
Adam av Bremen (ty. Adam von Bremen, lat. Adamus Bremensis), död före 1095, var en författare och historiker verksam på 1000-talet i Bremen. Adam var sannolikt från södra Tyskland, möjligen Bamberg. Han kom till Bremen 1066, alternativt 1067, möjligen för att verka som lärare (kallas 1069 magister scolarum) vid domskolan där, i ärkebiskop Adalberts tjänst.
Adam skrev en bok om ärkestiftet Hamburgs historia, Gesta Hammaburgensis ecclesiae pontificum ("De hamburgska ärkebiskoparnas stora gärningar"). Utifrån muntliga meddelanden och gamla handskrifter framställde han ärkestiftet Hamburgs historia från 788 till ärkebiskop Adalberts död, 1072. Boken innehåller också många upplysningar om livet i Skandinavien. Den danske kungen Sven Estridsson, en för sin tid lärd herre, lämnade värdefulla bidrag till detta arbete avseende de danska, de svenska och de norska förhållandena. Vid publiceringen i tryck 1595 benämndes hans verk De situ Daniae et reliquarum quæ trans Daniam sunt regionum natura.

## Adam av Bremen om nordborna
Danskarna hade enligt Adam samlat på sig mycket guld genom sjöröveri. De danska vikingarna betalade skatt till danernas kung för rätten att ta byte av barbarerna omkring det Norska havet. De missbrukade dock ofta denna rätt och angrep sina egna landsmän. "Och så snart någon har tillfångatagit sin granne säljer han honom obarmhärtigt som träl till antingen vän eller främmande". Adam berättar vidare: "Kvinnor säljs genast om de bedrivit otukt, men om männen anklagas för majestätsbrott eller tas på bar gärning med något annat olagligt, så vill de hellre halshuggas än piskas".
"De känner inte till andra straff än yxa och träldom och även när en man är dömd anses det som en heder att vara glad, för tårar, klagan och andra tecken på ånger, som vi anser rätt, avskyr danskarna till den grad att det inte ens är tillåtet för någon att gråta över sina synder eller över sina kära avlidna".
"Svenskarna saknar inget med undantag av det högmod som vi älskar eller rättare tillber. Allt som bara har med tom fåfänglighet att göra, såsom guld, silver, präktiga hästar, bäver- och mårdskinn, saker som vi beundrar till vanvett, räknar de som ingenting: Det är bara i fråga om kvinnor som de inte känner någon måtta: var och en har allt efter möjligheter två eller tre hustrur samtidigt, men de som är rika eller hövdingar har otaliga".
"De söner som de får räknas som äktfödda. Med döden straffas däremot den som har samlag med nästas hustru eller våldtar en jungfru eller plundrar grannens egendom eller gör honom orätt. Även om nordbor utmärker sig för gästfrihet, ligger svenskarna ett steg före. De räknar det som den värsta skam att neka resande gästvänskap, ja, det härskar en ivrig kapplöpning om vem som anses värdig att mottaga gästen. Där visas denna all möjlig vänlighet och så länge han önskar stanna förs han hem till den ena efter den andra av värdens vänner. Sådana vackra drag finns det bland deras sedvänjor".
"Svenskarna består av många stammar som utmärker sig i såväl i styrka som i beväpning, förutom att de är lika framstående krigare till häst som till sjöss. Därför ser man att de har makt att hålla ordning på de andra nordiska folken. De har kungar av gammal släkt, men deras makt begränsas av folkens vilja. Vad alla gemensamt bestämt det skall kungen stadfästa, såvida inte hans uppfattning verkar bättre, då kan de stundom, om än ogärna, följa den. I fredstid passar det dem utmärkt att på detta sätt vara jämlika, men i krig lyder de blint konungen eller den som han sätter över dem som den dugligaste".
"Kommer de i nöd under striden anropar de en av sina många gudar och efter segern är de sedan guden tillgivna och föredrar honom".
Om norrmännen meddelar Adam bland annat följande: "De klarar sig med det de får från sin boskap, i det att de använder dess mjölk till föda och ullen till kläder. Därför fostrar landet mycket tappra krigare som oftare angriper än själva blir angripna, för de har inte förvekligats genom rikliga skördar. De lever på god fot med svenskarna, men ibland angrips de, dock inte ostraffat, av danskarna, som är lika fattiga som de själva. De är också mest förnöjsamma och sätter största värde på enkelhet och måtta i både mat och seder".
"På många håll i Norge och Sverige anses boskapsherdarna som mycket förnäma personer som lever på patriarkers sätt och av sina händers arbete".
Finland har i hans verk fått benämningen Terra feminarum, latin för "kvinnornas land", sannolikt en misstolkning av Kvänland. Detta har utgjort grund för tolkningen "amasonernas land", men är egentligen en felöversättning av kvänernas land.